# Sphodronotus grandis
Sphodronotus grandis är en insektsart som beskrevs av Popov, G.B. 1951. Sphodronotus grandis ingår i släktet Sphodronotus och familjen gräshoppor. Inga underarter finns listade i Catalogue of Life.